# Ulica Misjonarzy Oblatów MN w Katowicach
Ulica Misjonarzy Oblatów MN w Katowicach – jedna z ulic w katowickiej dzielnicy Koszutka. Krzyżuje się z al. Wojciecha Korfantego, ul. Władysława Broniewskiego, ul. kard. Stefana Wyszyńskiego, ul. Sokolską i ul. Kazimiery Iłłakowiczówny. Po około 500 m, przy zakręcie, zmienia nazwę na ul. Jana Nepomucena Stęślickiego.

## Opis
Droga, biegnąca śladem dzisiejszej ul. Misjonarzy Oblatów MN istniała już przed I wojną światową, w rejonie której powstała pierwotna zabudowa Koszutki (z XVII–XIX wieku). W dwudziestoleciu międzywojennym zaznaczono ją jako "drogę polną". Wówczas wzniesiono przy niej domy mieszkalne (wille), posiadające elementy kubistyczne. W 1957 przy ulicy powstał kościół Misjonarzy Oblatów Maryi Niepokalanej, wzniesiony według projektu architekta Sepioła. Budowę nadzorował inż. S. Krusz. Obiekt został poświęcony przez ks. bpa Herberta Bednorza 8 grudnia 1957. W jego wnętrzu umieszczono mozaiki oraz witraże. W 1994 kościół powiększono. Autorami projektu przebudowy byli inżynierowie Tadeusz Czerwiński i Jan Muszyński. W 2006 wykonano iluminację świetlną kościoła. W latach pięćdziesiątych XX wieku powstała część obecnej zabudowy ulicy – socrealistyczne domy i bloki mieszkalne. W czasach Polski Ludowej droga nosiła nazwę ulica Juliana Marchlewskiego.
Przy ul. Misjonarzy Oblatów MN swoją siedzibę mają (stan na 2011): parafia Najświętszego Serca Pana Jezusa na Koszutce (ul. Misjonarzy Oblatów MN 12), firmy i przedsiębiorstwa handlowo-usługowe, niepubliczny zakład opieki zdrowotnej, Miejski Ośrodek Pomocy Społecznej (punkt terenowy nr 3), oddział Polskiego Towarzystwa Ekonomicznego. Ulicą na całej swojej długości kursują autobusy na zlecenie Zarządu Transportu Metropolitalnego (ZTM).

## Obiekty historyczne
Przy ul. Misjonarzy Oblatów MN znajdują się następujące historyczne obiekty:
- wielorodzinny blok mieszkalny (ul. Misjonarzy Oblatów MN 4, 6, 8), wybudowany na początku lat pięćdziesiątych XX wieku w stylu socrealistycznym;
- willa w ogrodzie (ul. Misjonarzy Oblatów MN 5), wzniesiona pod koniec lat trzydziestych XX wieku w stylu funkcjonalistycznym;
- willa w ogrodzie (ul. Misjonarzy Oblatów MN 7, 9), wybudowana pod koniec lat trzydziestych XX wieku w stylu funkcjonalistycznym;
- willa w ogrodzie (ul. Misjonarzy Oblatów MN 11), wzniesiona pod koniec lat trzydziestych XX wieku w stylu funkcjonalistycznym;
- kościół Misjonarzy Oblatów Maryi Niepokalanej (ul. Misjonarzy Oblatów MN 12), wybudowany w 1957, rozbudowany pod koniec XX wieku;
- wielorodzinny blok mieszkalny (ul. Misjonarzy Oblatów MN 13, 15, 17), wzniesiony przed 1954 w stylu socrealistycznym;
- willa w ogrodzie (ul. Misjonarzy Oblatów MN 17a), wybudowana pod koniec lat trzydziestych XX wieku w stylu funkcjonalistycznym;
- willa w ogrodzie (ul. Misjonarzy Oblatów MN 20), wzniesiona pod koniec lat trzydziestych XX wieku w stylu funkcjonalistycznym;
- willa w ogrodzie (ul. Misjonarzy Oblatów MN 21), wybudowana pod koniec lat trzydziestych XX wieku w stylu funkcjonalistycznym;
- osiedle domów wielorodzinnych (ul. Misjonarzy Oblatów MN 23, 25, 27), wzniesione w latach 1952–1958 w stylu socrealizmu;
- dwa domy wielorodzinne (ul. M. Grażyńskiego 61, ul. Misjonarzy Oblatów MN 31), wybudowane w latach pięćdziesiątych XX wieku w stylu socrealistycznym.